# Xanthorhoe confixaria
Xanthorhoe confixaria là một loài bướm đêm trong họ Geometridae.